# Blind Channel
Blind Channel /'blaɪnd 'tʃænɬ/ (срп. Неми канал) је фински алтернативни рок бенд из Оулуа. Препознатљиви су по комбинацији поп музике 2000-их и метала коју називају Violent Pop, тј. насилном поп музиком. Међународну популарност и завидни број фанова, међу којима су махом девојчице средњошколског узраста и младе девојке, стекли су учешћем на Песми Евровизије 2021. са песмом Dark Side (срп. Тамна страна), где су заузели 6. позицију.

## Оснивање, мини-издања, Wacken Metal Battle иRevolutions(2013 - 2016.)
Пошто су дотад свирали у супарничким школским бендовима, Џоел Хока и Јонас Порко, тада ученици средње музичке школе ''Мадетоја'' у Оулуу, одлучују да створе заједнички пројекат. Раније је Хока завидио Поркоу на томе што су у Поркоовим групама били бољи музичари. Након што је био гитариста у бендовима који су свирали тврди звук, Хока је одлучио да се позабави мекшим звуком и својим вокалом. Није могао да замисли да ће га једино Порко разумети Хокину жељу да свира музику по узору на ну метал групе попут My Chemical Romance, 30 Seconds to Mars, Enter Shikari и Linkin Park. Њима се придружују Јонасови пријатељи Оли и Томи, са којима је сарађивао на ранијим пројектима. Иако првобитно замишљен као четворочлани бенд, момцима се средином 2013. године неочекивано придружује пети члан Нико Моиланен, дечко претежно заинтересован за хип-хоп музику, након журке на којој су биле присталице метал и хип-хоп музике. Нико је такође био обожаватељ ну метал жанра и покупио је симпатије чланова новонасталог бенда тако што је на тој журци одреповао реп деоницу из легендарног хита бенда Linkin Park ''In the End''.  Бенд се у почетку звао Salmiakki, по њиховом омиљеном слаткишу слани лакриц. Моиланен се колебао да ли да прихвати њихов позив у групу, али након прве пробе, на којој су се нашле поменути хит Linkin Park и ''A Beautiful Lie'' бенда 30 Seconds to Mars, осећао се апсолутно сигурним да жели да наступа са овом групом и самим тим предложио ново име за бенд. По њему, појам Blind Channel је алузија на тренутно стање легендарне музичке телевизије MTV, уз коју су чланови групе одрастали, а на којој се данас емитују ријалити емисије. Прва замисао да се бенд зове Salmiakki остала је у логотипу бенда, који је дизајнирао лично Моиланен. Прво издање групе, објављено 5. септембра 2013, састојало се од четири песме, од којих је само ''Save Me“ позната публици. Обожаватељи групе наводе 5. септембар као рођендан бенда. Свој први наступ уживо извели су у малом рок клубу ''45 Special'' у Оулуу, на јесен 2013. године.
У фебруару 2014. бенд је имао први наступ у Хелсинкију, а недуго затим и први наступ на фестивалу у Кемију, одакле је Јонас Порко, гитариста групе. Други макси сингл Antipode, који се састоји из песама ''Naysayers'' и ''Calling Out'', објављен је 22. марта 2014. године. Пријава на конкурс младих бендова Wacken Metal Battle од стране Поркоа била је велико изненађење за момке пар дана пред сам полазак. Иако нису победили, петорица младих су схватили да могу много боље и кренули су да слушају своје амбиције. Треће мини-издање Foreshadows објављено је 23. јуна 2014. На њему се посебно истиче песма ''Unforgiving'', која је уједно и први сингл надолазећег првог албума. До краја 2014, бенд је наступао широм Финске.
Наредне године, бенд снима обраду песме ''Don't'' британског певача Еда Ширана. Тиме започињу са снимањем деби албума. Потписују уговор са музичком кућом Ranka Kustannus, која се бави издавањем инди музике. Продуцент албума првенца је Јонас Олсон. У паузи снимања албума, група је конкурисала за Stage Haltuun, фестивал у организацији финске радио-станице YleX. Након победе на том фестивалу, примили су учешће на фестивалу Sziget.
У фебруару 2016. године објављују трећи сингл албума првенца ''Darker than Black''. Током лета, бенд је имао прву турнеју под називом We Know Where U Live, а након ње, прва европска турнеја је била са канадским бендом Simple Plan. Четврти сингл предстојећег албума ''Deja FU'' објављен је 22. јуна 2016. године, а 16. септембра следио га је сингл ''Enemy for Me''. Њихов деби студијски албум Revolutions коначно је угледао светлост дана 1. октобра 2016. године. Након овог издања, бенд је стигао с наступима и до Велике Британије.

## Прва европска турнеја, принчеви насилног попа иBlood Brothers(2016 - 2018.)
Након вртоглавог успеха у само месец дана по издању албума Revolutions, бенд је кренуо са писањем нових песама. Њихова прва озбиљна европска турнеја је била турнеја са шведском групом Amaranthe 2017. године. Нови албум значио је и нови стил облачења, те су емо-панк моду заменили белим дечачким оделима, у циљу да их публика лакше запамти. Први сингл другог албума је још једна обрада, ''Can't Hold Us'', коју оригинално изводе Меклмор и Рајан Луис, затим га следи ''Alone Against All'' објављен 7. априла 2017 године. Поред тога, снимили су још једну обраду, обраду песме ''Numb” Линкин Парка у част покојног Честера Бенингтона, али се ова обрада није нашла на надолазећем албуму. Уз трећи сингл ''Sharks Love Blood'', објављен 29. септембра 2017, изашао је музички спот, који је другачији од досадашњих спотова тако што је инспирисан вампирским филмовима и филмовима Одред отписаних и Funny Games. У јануару 2018, објавили су четврти сингл ''Wolfpack'', песму о верном пријатељству, који је и данас велики хит међу фановима. Други студијски албум Blood Brothers објављен је 20. априла 2018. године. Осим што је објављен у ЦД и дигиталном формату, објављен је и у формату плоче. У песмама су обрађиване теме љубави, издаје, неповерења и пријатељства, али и обожавања, преданости и суицидних мисли, што се посебно осликава у песми ''Scream'', коју су посветили Честеру Бенингтону, фронтмену бенда Linkin Park. Након издавања албума, изашли су синглови ''My Heart Is a Hurricane'' и ''Out of Town'' . Албум Blood Brothers је номинован за најбољи рок албум 2018. на Ема Гали, финској додели награда у области музике.

## Пресељење у Хелсинки, ди-џеј као нови члан,Violent Pop,''Dark Side'', Песма Евровизије 2021. (2019 - 2021.)
Седам месеци након успеха са албумом Blood Brothers, бенд објављује први сингл трећег албума '''Over My Dead Body''. Планирали су ремикс песме ''Alone Against All'', међутим, план са младим и перспективним ди-џејем из Нумеле се изјаловио. Са истим ди-џејем, чије је уметничко име Alex Mattson, кренули су да сарађују на новим песмама. У марту 2019. године, бенд објављује други сингл ''Timebomb'' као сарадњу са Алексом. Трећи сингл ''Snake'', издат 7. јуна 2019, је сарадња са репером Хенриком Енглундом, познатијим као GG6 из шведског бенда Amaranthe. На лето 2019. године, бенд је учествовао на финском фестивалу електронске музике Weekend Festival. Заједно су наступали са Алексом; да ствар буде интересантнија, и Алекс се обукао као и остали чланови бенда, доводећи његово стално прикључивање бенду у питање.
Фински портал који се бави рок музиком Kaaoszine/Chaoszinе уврстио је бенд у листу 50 најбољих финских рок и метал бендова.
Као по обичају, најавом новог албума представили су нове костиме; овај пут у бојама сребрне и црне. У октобру 2019. на фестивалу у Тампереу бенд је премијерно извео нове песме, ''Gun'' и ''Died Enough for You''. Наредног месеца, бенд је објавио четврти сингл ''Died Enough for You'', који је личног карактера. У том периоду, Џоел и Јонас су се преселили у Хелсинки и радили су као ди-џејеви поред ангажмана у бенду.
У јануару 2020. бенд је објавио пети сингл ''Fever'', у ком су по први пут искористили семплове стране музике с почетка 2000-их. Трећи студијски албум бенда Violent Pop, објављен је 6. марта 2020. Због почетка пандемије коронавируса, промоција њиховог дотад најдражег албума и наступи на летњим фестивалима доведени су у питање. У мају те године објавили су шести сингл ''Gun'' и акустичну верзију песме ''Died Enough for You''. Недељу дана касније, бенд је одржао онлајн-концерт у месту где су имали први наступ икада. Промоција албума је померена на фебруар 2021.
У јуну 2020, бенд је објавио четврту обраду стране песме. У питању је песма ''Left Outside Alone'', коју у оригиналу изводи америчка певачица Анастејша. У августу исте године бенд је одржао једини летњи наступ те године, на фестивалу Dark River.
У октобру 2020, бенд је потврдио гласине да се Алекси Каунисвеси, тј. Алекс Матсон придружио бенду као шести члан.
У јануару 2021, објављена је информација да ће бенд учествовати на финском националном избору за Песму Евровизије 2021, Uuden Musiikin Kilpailu са ну-метал нумером ''Dark Side“. Признали су да су написали чак три песме за ово такмичење, али им се ''Dark Side“, као продукт црних мисли за време карантина, највише допала. Победили су у селекцији са 54,3% гласова публике, што је било највише гласова у историји овог такмичења. У мају 2021. представљали су Финску на такмичењу у Ротердаму у Холандији, завршивши на шестом месту са укупно 301 бодом, што је био најбољи резултат Финске након победе хард рок бенда Лорди 2006. године, пре него што је репер Керије освојио 2. место на Песми Евровизије 2023. у Ливерпулу. Блајнд Ченел је обојио средње прсте у црвено за извођење своје песме, након што су обавештени да не могу да подигну средњи прст публици на бини Евровизије због породичне природе емисије. Дан пре њиховог наступа у другом полуфиналу, 19. маја 2021, бенд је потписао уговор са издавачком кућом Sony Music Entertainment. Након Песме Евровизије, одржали су неколико наступа у Финској у оквиру летње турнеје под именом Live On the Dark Side.

## Први наступи у САД, први наступ у Србији,Lifestyles of the Sick and Dangerous,наступ за мир и први солистички концерт у Финској (2021 - 2023.)
Други сингл предстојећег албума ''Balboa'' издат је 13. августа 2021. године. Ово је био први спот који су снимили ван граница своје земље. У овој песми певају о томе како никада не одустају, ма шта год да се деси.
Након завршене летње турнеје, бенд учествује на догађају Kummit Live: Elämä Lapselle, који се преносио на јавном емитеру Yle 8. септембра 2021. године и који је имао за циљ скупљање средстава за финске дечије болнице.
Након што су померили границе синглом ''Sharks Love Blood'' и наступом на Песми Евровизије 2021, отишли су корак даље и снимили спот за трећи сингл ''We Are No Saints'' са црквеном сценографијом и симболима. Ова песма има најтврђи звук и има личну ноту. Како ставови Финаца налажу, јавне личности треба да буду примерни људи; чланови бенда Блајнд Ченел овом песмом и спотом поручују да се неће повиновати размишљањима масе и да сматрају да они не треба да буду примерни грађани. Ипак, наредне године у фебруару су добили стипендију од 10 000 евра од стране општине Оулу.
У новембру 2021. године, бенд је добио две награде: песма године и извођач године од стране радија SuomiRock.
У децембру 2021. године објављен је списак наступа у оквиру турнеје Sick & Dangerous Tour 2022 која ће се реализовати у септембру и почетком октобра 2022 године. Турнеју је требало да окончају наступима у Москви и Санкт Петербургу 7. и 8. октобра 2022, али због новонастале политичке ситуације, бенд је тешка срца морао да одгоди наступе уз речи да познају разлику између политике и фанова, те да знају да нису сви њихови фанови присталице новонастале ситуације. У то име, прихватили су учешће на концерту мира Embrace Ukraine у Амстердаму 21. јуна 2022. године.
Нешто пре отказивања наступа, 25. фебруара 2022, бенд је објавио четврти сингл ''Bad Idea'' који има личну ноту.
У марту и априлу 2022. бенд је био предгрупа бенду From Ashes to New на њиховој турнеји у САД-у. Сматра се њиховом првом турнејом ван граница Европе. Први солистички наступ у САД-у био је у Њујорку, 11. априла 2022. године. Другу половину априла и цео мај 2022. провели су као гостујући бенд на европској турнеји немачког електро рок бенда Electric Callboy.
У мају 2022. године, бенд је освојио чак 6 награда на Ема Гали: рок група године, инострани пробој године, група године, песма године, уметник године и најслушанија песма године.
У јуну 2022. бенд је објавио пети сингл ''Don't Fix Me'', који говори о црним мислима једног уметника.
У марту 2022. године објављено је да ће бенд имати први наступ у Србији на Exit фестивалу. Бенд је наступао на Петроварадинској тврђави два дана након изласка албума. Четврти студијски албум Lifestyles of the Sick and Dangerous, назван по једном стиху из песме ''Dark Side'', објављен је 8. јула 2022. године, а бенд је наступао на Exit фестивалу 10. јула. Процењује се да је на њиховом наступу на Егзиту било 10 000 људи. Продукцију овог албума су радили Дан Ланкастер и Јонас Парконен.
У септембру 2022. добили су признање за инострани пробој године од стране MPA Finland.
Неколико дана након награде, 9. септембра 2022. године бенд објављује шести сингл ''Alive or Only Burning'' као дует са репером Zero 9:36.
За децембар 2022. бенд је најавио 5 солистичких наступа у Финској између 26. и 31. децембра 2022. године. Како је организатор мини-турнеје банкротирао, бенд је успео да заврши годину са великим солистичким наступом 29. децембра 2022. у Хелсинкију у дворани Helsinki Ice Hall и наредног дана у Тампереу.

## Црвена ера, пробој на јапанско тржиште,Exit Emotionsи принчеви носталгије (2023 - данас)
У новембру 2022. године, по завршетку европске турнеје, бенд је отишао у Велику Британију како би написао нове песме за предстојећи албум. На предстојећем албуму су сарађивали са Даном Ланкастером, британском денс и рок певачицом Роксен Емери, познатијом као RORY, групом From Ashes to New, немачким дуом BLYNE и многим другима.
Након прве рунде писања и снимања, 21. децембра 2022. албум Lifestyles of the Sick and Dangerous објављен је на јапанском тржишту.
Нови албум значи и нови начин одевања: црне костиме су заменили црно-црвеним са наглашеном црно-црвеном шминком коју су промовисали почетком 2023. на Ема Гали 2023. као специјални гости.
Први сингл ''Flatline'' објављен је 24. фебруара 2023. године. Иако брзог ритма и памтљиве мелодије, текст песме не говори о нечем веселом, него о суицидним мислима. Према речима фронтмена, ова песма је написана по узору на европске метал бендове, укључујући и Electric Callboy с којим су били на турнеји претходног пролећа.
Пролеће 2023. је, несумњиво, један од најзаузетијих пролећа за бенд икада. У марту 2023. су имали неколико солистичких наступа и цео месец европске турнеје са америчким рок бендом I Prevail, у оквиру које су испунили један од дечачких снова: да наступају у Вемблију. У Вембли арени су наступали 29. марта 2023. године. Након Вембли арене, у априлу су имали неколико солистичких наступа и цео месец европске турнеје са немачким бендом Electric Callboy, а затим је цео мај био посвећен наступима у САД-у са италијанским готик метал бендом Lacuna Coil.
Други сингл ''Happy Doomsday'' објављен је 12. маја 2023. године. Овај сингл је рађен по узору на америчке бендове.
За време летње турнеје, на позив канадског музичара и инфлуенсера Ника Ноктурнала, бенд је одрадио интернет омаж бенду Linkin Park ''Lost and Bleeding'', који је објављен 23. јуна 2023. године, али није постао сингл.
Након летње турнеје, бенд објављује трећи сингл ''Deadzone'' 24. августа 2023. године. Песма представља спој поп музике и хеви метала, налик на музику 2000-их година. У новембру 2023. године досегли су и до Билбордове листе са почетним 38. местом. За потребе сингла снимили су спот у Немачкој у ком су приказали њихово упознавање и склапање бенда и пријатељства до танчина, у циљу прослављања 10 година постојања. Овим синглом, новим костимима, као и цитатима везаним за одрастање, вратили су емо културу и моду с краја деведесетих и почетка двехиљадитих на европске улице и на друштвене мреже. Џоелови црни праменови на плавој коси постали су инспирација фризура многих девојчица и младих девојака.
У октобру 2023. бенд је наступао на америчкој турнеји монголског фолк метал бенда The HU као предгрупа. У новембру су почеле припреме за вњлики наступ у априлу наредне године.
Првог децембра 2023. бенд објављује четврти сингл ''Die Another Day'', који је дует са певачицом RORY. Ова балада говори о (бе)смислу живота и одлагању извршавања суицида. Поред ове песме, бенд је сарађивао са певачицом на песмама ''Keeping It Surreal'' и ''Phobia''.
Почетком 2024. године, бенд је имао последње сесије снимања у САД-у, а затим и радио-промоције.
Два дана пред објављивање петог студијског албума, 28. фебруара 2024. бенд је објавио пети сингл ''XOXO'', коју су снимили у сарадњи са бендом From Ashes to New. Пети студијски албум Exit Emotions објављен је 1. марта 2024. године. Десет дана након објављивања албума, бенд објављује шести сингл ''Where's the Exit?''.
У априлу 2024. одржали су соллистичку европску турнеју. Као завршница турнеје био је велики солистички концерт у Тампереу 27. априла 2024. године. У мају 2024. бенд је био специјални гост на америчкој турнеји америчког ну метал бенда P. O. D. Одмах након завршетка америчке турнеје, бенд одлази на неколико дана у Токио на први солистички концерт 3. јуна 2024. године. Од јуна до августа 2024. године бенд наступа на летњим фестивалима у Финској и Немачкој.

## Чланови бенда
- Џоел Хока (рођ. 5. 10. 1993. Лахти) – вокал (2013 - данас) (гитара 2013 - 2021.)
- Нико Моиланен (рођ. 17. 1. 1995. Кокола) – вокал (2013 - данас)
- Јонас Порко (рођ. 5. 10. 1994. Кеми) – гитара (2013 - данас)
- Оли Матела (рођ. 8. 11. 1996. Оулу) – бас (2013 - данас)
- Томи Лали (рођ. 23. 6. 1996. Хаукипудас) – бубњеви (2013 - данас)
- Алекси Каунисвеси (рођ. 1. 11. 1997. Нумела)  – семплови, перкусије, ди-џеј (2020 - данас)

## Дискографија

### Албуми
| Наслов                             | Година |
| ---------------------------------- | ------ |
| Revolutions                        | 2016   |
| Blood Brothers                     | 2018   |
| Violent Pop                        | 2020   |
| Lifestyles of the Sick & Dangerous | 2022   |
| Exit Emotions                      | 2024   |